# Meyers Park
Meyers Park ist eine Parkanlage im Hamburger Stadtteil Heimfeld. Sie ist nach Heinrich Christian Meyer benannt.

## Geschichte
Die Geschichte des Parks begann mit Heinrich Christian Meyer, der an der Stelle des heutigen Parks eine Werkstatt aufmachte. Mit Meyers Tod 1848 übernahm sein Sohn die Werkstatt sowie das Grundstück. 1864 wurde das gesamte Grundstück des heutigen Parks von Meyers Sohn erworben. Dies kann als Anlegedatum des Parks gesehen werden. 1906 wurde ein Landhaus im Park erbaut, nach dem Zweiten Weltkrieg ging der Park in den Besitz der Stadt Hamburg.

## Anlage
Der Park ist heutzutage hauptsächlich von einem Ponyhof geprägt, der Reitunterricht für Kinder anbietet. Auch ein Spielplatz, eine Hundezone sowie ein Tennisplatz sind im Park anzutreffen.
Mit einer Größe von 32,5 ha gehört der Park zu den größten Hamburgs. Andere Quellen teilen sogar eine Größe von 36,1 ha mit, womit der Park der achtgrößte in ganz Hamburg wäre.

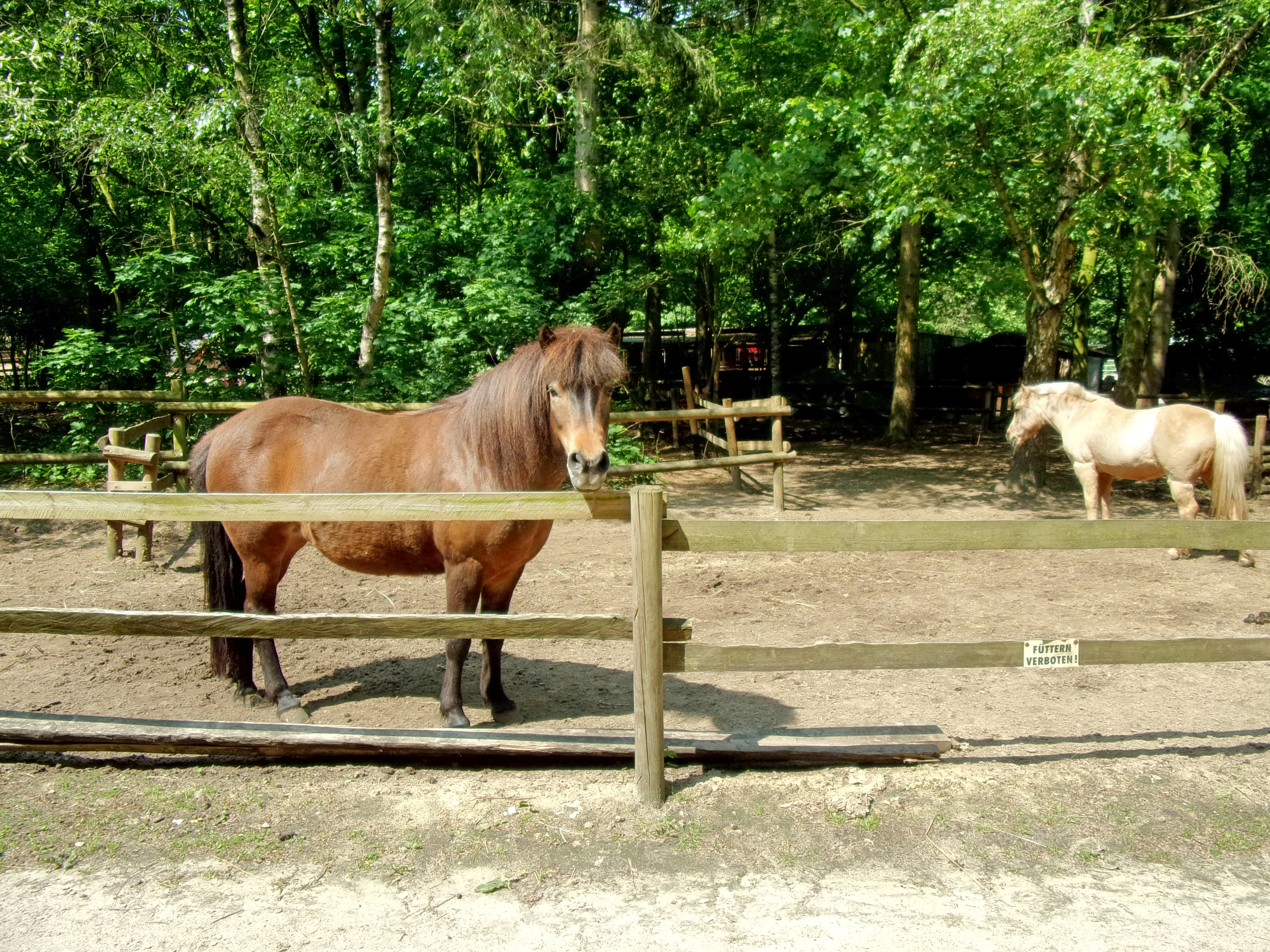
Der Ponyhof im Park

## Verkehrsanbindung
Nördlich des Parks befindet sich die Bushaltestelle Krankenhaus Mariahilf, an der die Linien 141 und 641 halten. Die nächste Bahnstation ist der Bahnhof Hamburg-Heimfeld, an dem die Linien S3 und S5 verkehren. Bis dort sind es ungefähr 1,5 Kilometer.